# Neutralismo (relazioni internazionali)
Il neutralismo è una dottrina strategico-politica finalizzata al perseguimento e al conseguimento della neutralità nei rapporti fra Stati. 
I fautori di tale dottrina sostengono che essa sia  garanzia di prosperità economica e sviluppo nella libera circolazione delle merci, una posizione che può essere sintetizzata con il celebre motto di Thomas Jefferson "commercio con tutte le nazioni, alleanza con nessuna".

## Storia del neutralismo
La forma classica del neutralismo è rappresentata dal tradizionale stato di neutralità proclamato e rigorosamente rispettato da paesi quali Svizzera e Austria (con la dichiarazione di neutralità). 
Fu uno stato neutrale anche il Belgio dal 1830 al 1948 e la Svezia dalle guerre napoleoniche fino al 2024.
Fino alle votazioni dei crediti di guerra nel 1914, anche i partiti componenti dell'Internazionale Socialista erano sostenitori di un neutralismo, il cui abbandono fu tra gli addebiti loro rivolti nelle conferenze di Zimmerwald e di Kienthal: la posizione neutralista è comunque rimasta nelle sinistre di molti Paesi del secondo dopoguerra, mentre in altri si è contemperata con gli impegni a difesa della sicurezza internazionale assunti dai rispettivi Paesi con l'adesione alla Carta delle Nazioni Unite.

### Il periodo della contrapposizione tra blocchi: la guerra fredda
Durante la guerra fredda il neutralismo ha significato, in concreto, una posizione di disimpegno dai due blocchi che si contrapponevano: il blocco occidentale ed il blocco comunista.
In questo contesto gli Stati del cosiddetto Terzo mondo (per lo più stati ex-coloniali), si organizzarono come Paesi non allineati.
Si trattò di una posizione complessa, che fu sia di disimpegno ideologico sia il risultato di una strategia politica volutamente oscillante e atta a ottenere i maggiori vantaggi possibili da ambedue i blocchi grazie ai margini di libertà che i Paesi non allineati riuscirono così a conseguire.